# Phaulula longipes
Phaulula longipes är en insektsart som beskrevs av Heinrich Hugo Karny 1926. Phaulula longipes ingår i släktet Phaulula och familjen vårtbitare. Inga underarter finns listade i Catalogue of Life.